# 稲田純一
稲田 純一（いなだじゅんいち、1952年 - 2022年12月5日）は、日本の造園家。株式会社ウィン取締役で、登録ランドスケープアーキテクト (RLA)や、技術士建設部門（都市及び地方計画）の資格を持つ。

## 来歴
1976年に大阪府立大学大学院農学研究科緑地計画専攻修士課程を修了。
荒木芳邦が主宰する荒木造園設計事務所（池田市）に7年間勤務した。この時代に第7回日新建設設計競技で佳作入選した。
1983年にシンガポールに渡り、国家開発省公園レクリエーション局のシニアランドスケープアーキテクトやシンガポール国立公園公団計画開発部長を務め、「ガーデンシティ」政策に関与した。シンガポール政府からは公園事業への功績により、2016年に Singapore National Day Awards 2016 “The Public Service Star”を授与された。後述する帰国後においても、シンガポールの事業に関与を続けており、2016年にオープンしたテーマガーデン「キャニオン」（ガーデンズ・バイ・ザ・ベイ内）を設計した。ガーデンズ・バイ・ザ・ベイでは、2014年に「ランの祭典」も手がけている。また、駐日シンガポール大使館に併設されている日本庭園も造園した。
日本帰国後の1995年に株式会社ウインを設立した。
兵庫県立大学大学院緑環境景観マネジメント研究科特任教授も務める。
大阪府でボーイスカウトの隊長を務めていた経歴も持つ。
2021年9月に兵庫県立淡路夢舞台温室が「奇跡の星の植物館」から「あわじグリーン館」にリニューアルする際に館長に就任。
2022年12月5日、胆管がんのため死去。

## 賞歴
- 日本造園学会作品賞（2004年、「シンガポールにおけるパサリスパーク・マリーナシティーパーク及び国立植物園の整備[15][16]」 ）
- BCI ASIA「Futurac Green Leadership Award 2015（マレーシア「JST-N棟増築工事」、2013年竣工、他の工事関係者と共同受賞[17]）
- 土木学会デザイン賞最優秀賞（2006年、牧野富太郎記念館、共同受賞[1][18]）